# Elisa Rego (álbum)
"Elisa Rego", es el título del primer álbum de estudio—como solista—de la cantante de origen brasilero-venezolana Elisa Rego. El álbum fue publicado en los formatos de Long Play y casete, este último incluía un Insert con la letra de las canciones y los créditos de cada una de los temas grabados. El disco en sí consta de ocho temas musicales inéditos que mantienen características simples del sonido Hi-NRG y de Rock electrónico.
Fue considerado por algunos críticos como un mini-LP por la cantidad de canciones que incluía el mismo, ya que para la época, no era común publicar en Venezuela, Long Plays o álbumes completos de un artista cualquiera con tan pocos temas en el repertorio, de hecho, casi todos los LP de cualquier artista venezolano contenía como mínimo diez canciones. Luego más adelante, en 1993 se reedita de nuevo este disco; pero esta vez en formato de compac disc con la misma lista de temas incluidos en la primera edición.

## Grabación del álbum
Este álbum fue grabado por completo en los Estudios "Telearte" ubicado en Caracas, Venezuela y contó con la colaboración del ingeniero de sonido Juan Carlos Socorro. Es una producción de Distribuidora Sonográfica, C.A., dirigida por Alejandro Blanco Uribe. Los arreglos musicales de cada uno de los temas incluidos en el álbum, así como la producción de los mismos, está a cargo de Willie Croes. Las fotos fotos Polaroid y los retocados de las mismas están a cargo de Oscar Molinari. El arte y diseño gráfico del álbum son de Antonio Huizi de Graffika282.

### Músicos involucrados
Músicos que participan en éste álbum:

- Teclados: Willie Croes,
- Guitarras: Enrique Moros, Eddy Pérez y Leo Quintero.
- Batería: Aarón Serfaty y Gustavo Calle.
- Percusión: Orlando Poleo y Willie Croes.
- Voces de acompañamiento: Elisa Rego, Willie Croes y Beverly Pérez.
- Saxo alto: Ezequiel Serrano.
- Saxo tenor: Rodolfo Reyes.
- Trompeta: Gustavo Aranguren.

### Promoción del álbum
Como primer corte seleccionado para la promoción en la radio, la disquera Sonografica eligió el tema "Libre de ti", que desde el primer momento que se comenzó a escuchar en las radio-emisoras, el tema se posicionó muy bien en el ranking de popularidad de las canciones más sonadas... Luego de 6 o 7 semanas aproximadamente, se comienza a promocionar el segundo sencillo extraído de álbum, se trata de "Blanco y negro", escrita por José Ignacio Martín (ex ES-3), es una canción de corte minimalista en lo que a su producción musical se refiere, es decir, se usaron muy pocos instrumentos musicales; pero que sin embargo se convirtió rápidamente en uno de los temas más sonados en todas las emisoras de radio de Venezuela, todo un clásico en el repertorio musical de esta cantante, superando incluso el éxito que tuvo la radio el tema "Libre de ti"; "Blanco y negro" se usó también como Tema de cierre en la telenovela "Abigail" transmitida por RCTV. Todos los sencillos que se extrajeron de este primer álbum no se llegaron a publicar como singles comerciales o para la venta al público; sólo fueron publicados para las emisoras de radio, es decir, single-promo.
Como tercer sencillo se extrajo el tema titulado, "Selva" — escrita por el mismo autor de "Blanco y negro" — es también otra canción minimalista, se trata de una tecno-balada con sonidos de ambiente que sugieren un medio selvático... la canción habla o hace referencia directamente a la propia Elisa Rego, aunque la letra de la canción pareciera llevar a otra interpretación diferente.
Tiempo después a esto, se extrae como cuarto y último sencillo el tema titulado "Como tú", obra de Juan Carlos Pérez Soto exmiembro del dúo Fernando & Juan Carlos, de los ocho temas que componen el álbum, esta es la canción más minimalista de todas: Teclados y percusión nada más, junto con la voz de Elisa; el tema tuvo cierto rodaje en la pauta musical de las radios; pero no con la fuerza que tuvieron los otros sencillos publicados.
Muy pocas veces en la historia de la música pop venezolana se han dado casos en que se da conocer en la radio todas las canciones que componen el repertorio de un mismo álbum de determinado artista... Esto ha pasado con cantantes como: Marlene con su álbum homónimo publicado en 1982, con Karina Moreno y su álbum "Amor a millón" (℗ 1985) y en este caso con el álbum "Elisa Rego". A pesar de que oficialmente por la Casa Discográfica, sólo se seleccionaron cuatro sencillos para la promoción en la radio, muchos locutores y productores de programas radiales, por cuenta propia, vale decir, dejaban colar en la programación diaria de algunas radio-emisoras otras de las canciones de este primer disco que originalmente no habían sido seleccionados como singles, con lo que a la larga, ¡Si se quiere!, ayudaron a dar a conocer el repertorio completo de esta producción musical... canciones como: "Ordenes y contraordenes", "Noche de fiesta", "Amor incesante" y, "Qué es de tu vida" sonaron con regularidad en algunas emisoras del país. Durante la gira de promoción de este álbum Elisa Rego sirvió de cantante telonera para artistas como Emmanuel, Franco de Vita y, Menudo.
Cabe destacar que la producción de este álbum contó con un presupuesto evidentemente limitado (musical y artísticamente hablando), tanto, que los únicos videoclips que se sabe que existen, son el final de la telenovela Abigaíl (donde se interpreta el tema Selva), y la presentación para RCTV donde se interpreta el tema "Libre de ti"; no se llegó a filmar ni un solo video musical oficial para las canciones de este álbum (Y no existe evidencia de que se haya filmado alguno).

### Portada y contraportada
El diseño gráfico del álbum es más bien sencillo, sin grandes pretensiones de impresionar a la vista. Está hecho siguiendo una estética muy similar a la del Pop-Art, es decir, colores muy fuertes y carencia de tonos de transición entre un color y otro.

La fotoportada del álbum consta de una foto con fondo en negro salpicada de puntos blancos dispuestos al azar. En primer plano, el rostro de Elisa con el cabello corto y mojado en gelatina. Foto tomada en diagonal; no de frente a al rostro y editada luego eliminando todos aquellos colores intermedios o de transición. Se una paleta de colores que van desde el negro, blanco, crema, azul eléctrico y rojo, justamente para darle un aspecto más dramático a la fotografía, logrando así un marcado contraste.

En la parte inferior-izquierda de la carátula aparece el título del álbum en un tipo de fuente que parece estar hecha a mano alzada (escrita a mano). La contraportada, también en la misma estética de diseño simplista a lo Pop-Art, nos presenta sobre un fondo color azul oscuro salpicado de puntos, un reccuadro en color carne con los nombres de los temas que incluye el disco y en un recuadro situado más abajo de este, foto de Elisa Rego con el brazo derecho levantado y con guante largo hasta el codo, vistiendo una blusa sin mangas color rojo chillón.

## Lista de canciones
| N.º | Título                    | Escritor(es)                                                                                       | Duración |  |
| 1.  | «Libre de ti»             | Letra: Elisa Rego / Música: Enrrique Moros                                                         | 4:16     |  |
| 2.  | «Amor incesante»          | Letra: Elisa Rego / Música: Enrrique Moros                                                         | 3:56     |  |
| 3.  | «Blanco y negro»          | José Ignacio Martín                                                                                | 2:55     |  |
| 4.  | «Órdenes y contraordenes» | Sergio Pérez                                                                                       | 5:42     |  |
| 5.  | «Noche de fiesta»         | Letra: Elisa Rego / Música: Rafael Figliolo, Enrique Moros, José Ingnacio Martín y Gerardo Ubieda. | 4:37     |  |
| 6.  | «Selva»                   | José Ignacio Martín                                                                                | 4:23     |  |
| 7.  | «Como tú»                 | Juan Carlos Pérez Soto                                                                             | 3:50     |  |
| 8.  | «Qué es de tu vida»       | Letra: Elisa Rego / Música: Enrique Moros.                                                         | 3:24     |  |